# Bund Deutscher Mädel

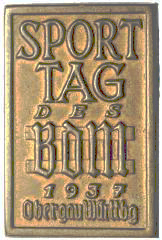
Erinnerungsplakette

Der Bund Deutscher Mädel (BDM), Vollbezeichnung Bund Deutscher Mädel in der Hitler-Jugend, war in der Zeit des Nationalsozialismus der weibliche Zweig der Hitlerjugend (HJ). Darin waren im Sinne der totalitären Ziele des NS-Regimes die Mädchen im Alter von 14 bis 18 Jahren organisiert. Außerdem gab es in der Hitlerjugend den Jungmädelbund (JM) für 10- bis 14-jährige Mädchen. Diese Gruppen wurden im einfachen Sprachgebrauch auch „Kükengruppen“ genannt.
Aufgrund der ab 1936 gesetzlich geregelten Pflichtmitgliedschaft aller weiblichen Jugendlichen, sofern sie nicht aus „rassischen Gründen“ ausgeschlossen waren, bildete der BDM die damals zahlenmäßig größte weibliche Jugendorganisation der Welt mit 4,5 Millionen Mitgliedern im Jahr 1944.

## Entstehung und Entwicklung

### Anfänge in der Weimarer Republik
Schon 1923 entstanden innerhalb der NSDAP die ersten „Mädchenschaften“, auch als „Schwesternschaften der Hitler-Jugend“ bezeichnet. Diese Gruppen hatten aber noch wenige Mitglieder und wurden erst im Juni 1930 zum Bund Deutscher Mädel zusammengeschlossen. Die bis 1931 auf 1711 Mitglieder angewachsene Organisation wurde im selben Jahr unter Bundesführerin Elisabeth Greiff-Walden in die Hitlerjugend eingegliedert.
Die ersten Gründungen von Ortsgruppen des BDM, des Nationalsozialistischen Schülerinnenbundes (NSS) und der Jungmädchengruppen der NS-Frauenschaft fallen in die Jahre 1930/1931. Die Ortsgruppe Berlin wurde im Februar 1930 gegründet, eine BDM-Gruppe in Danzig im Juli 1931. Zunächst noch verboten war die im Dezember 1930 gebildete Ortsgruppe Achern des badischen NSS.

### Erzwungener Mitgliederzuwachs ab 1933

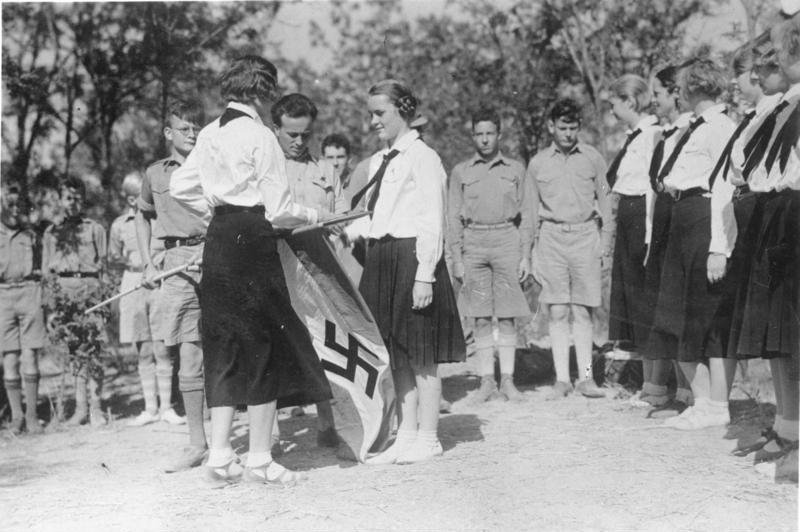
HJ- und BDM-Vereidigung in Tientsin, China, 1935

Der am 17. Juni 1933 zum Reichsjugendführer ernannte Baldur von Schirach erließ sogleich Verordnungen, die die bis dahin bestehenden, konkurrierenden Jugendverbände auflösten oder verboten. Durch die Zwangseingliederung dieser Jugendgruppen – soweit sie sich nicht selbst auflösten, um sich dem Zugriff der Nationalsozialisten zu entziehen – erfuhren HJ und BDM einen großen Mitgliederzuwachs. Noch nicht gleichgeschaltete Jugendgruppen (aufgrund des Reichskonkordates betraf das ausschließlich die katholische Jugendarbeit) waren oft Schikanen mit dem Ziel der erzwungenen Eingliederung in die nationalsozialistischen Jugendverbände ausgesetzt. Mit dem „Gesetz über die Hitlerjugend“ vom 1. Dezember 1936 wurden alle Jugendlichen des Deutschen Reichs zur Mitgliedschaft in HJ oder BDM zwangsverpflichtet.

## Leitbilder nach Art des Regimes
Anlässlich einer Rede auf dem Frauenkongress 1935 in Nürnberg erklärte Hitler:

„Die Gleichberechtigung der Frau besteht darin, daß sie in den ihr von der Natur bestimmten Lebensgebieten jene Hochschätzung erfährt, die ihr zukommt […] Auch die deutsche Frau hat ihr Schlachtfeld: Mit jedem Kinde, das sie der Nation zur Welt bringt, kämpft sie ihren Kampf für die Nation.“

Die BDM-Reichsreferentin Jutta Rüdiger erklärte schriftlich für ihren Zuständigkeitsbereich im ersten Kriegsjahr 1939:

„Die Jungen werden zu politischen Soldaten und die Mädel zu starken und tapferen Frauen erzogen, die diesen politischen Soldaten Kameraden sein sollen – und unsere nationalsozialistische Weltanschauung später in ihrer Familie als Frauen und Mütter leben und gestalten – und so wieder großziehen eine Generation der Härte und des Stolzes. Wir wollen darum bewußt politische Mädel formen. Das bedeutet nicht: Frauen die später in Parlamenten debattieren und diskutieren, sondern Mädel und Frauen, die um die Lebensnotwendigkeiten des deutschen Volkes wissen und dementsprechend handeln.“

Bereits 1934 stand in dem offiziellen Publikationsorgan Mädel im Dienst zu lesen, dass die 10- bis 14-jährigen Jungmädel sich in Handarbeit und Kochen auskennen und für „die Wärme des heimatlichen Herdes“ sorgen müssten. Auch sollten sie es verstehen, ein Heim behaglich einzurichten. Im Zentrum der BDM-Erziehung stand nach Klönne „die Synthese von körperlicher und hauswirtschaftlicher Ertüchtigung“ in Verbindung mit der Aufgabe, „den Zucht- und Auslesegedanken“ der gesamten weiblichen Jugend zu Bewusstsein zu bringen. „Der Typ der deutschen Frau tritt ergänzend neben den Typ des deutschen Mannes, ihre Vereinigung bedeutet die rassische Wiedergeburt unseres Volkes.“ Im Hinblick auf die für die Erhaltung der Volksgemeinschaft zu erfüllenden eugenischen Aufgaben erklärte man die Mädchen zum „Rassegewissen der Nation“. Die „echte deutsche Maid“ habe „Hüterin der Reinheit des Blutes und des Volkes zu sein und Helden aus den Söhnen des Volkes zu erziehen“.
Zudem ließ die „Reichsjugendführung“ (seit 1933) die nationalsozialistische Zeitschrift Das Deutsche Mädel. Die Zeitschrift des Bundes Deutscher Mädel in der HJ. produzieren. Darin stellte man besonders das Wirken der NS-Jugendorganisationen in den Vordergrund; durch diese Einrichtungen sollten Mädchen geschlechtsspezifisch sozialisiert und an Themen wie Mutterschaft und kulturelles Brauchtum herangeführt werden.
Daneben gab es teils noch andere Maßgaben, die den Mädchen mehr Eigenständigkeit zuzusprechen schienen. Der in der Reichsjugendführung einflussreiche Georg Usadel äußerte: „Jugend ist keine Vorbereitungszeit, sondern ein Teil des Lebens, der sich nach eigenem Gesetz erfüllen will und soll. Das gilt für Jungen und Mädchen gleichermaßen.“ Die Mädelführung in der Reichsjugendführung distanzierte sich laut Eva Sternheim-Peters wiederholt vom „Kochtopf als Erziehungsziel“ und von den „drei K“ (Küche, Kirche, Kinder). Stattdessen habe der BDM die Notwendigkeit einer soliden Berufsausbildung und einer berufstätigen Jugendzeit für Mädchen propagiert und ausführliches Schulungsmaterial zur Erleichterung der Berufswahl bereitgestellt.

## Aktivitäten und Alltag

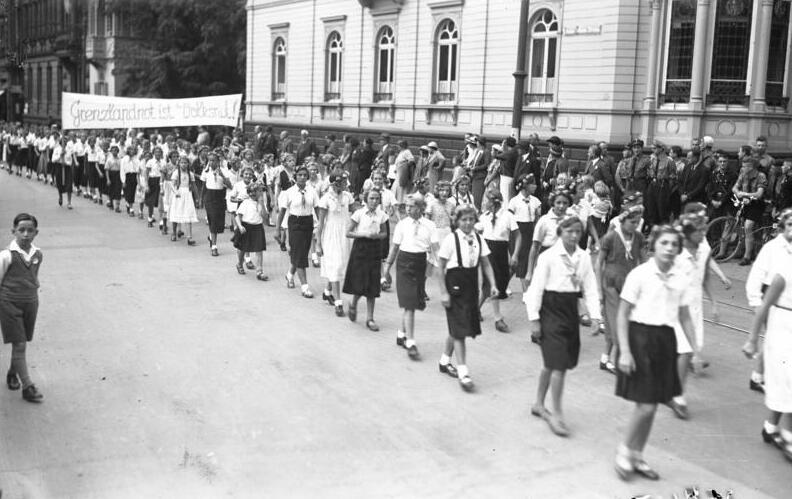
Aufmarsch der Deutschen Jungmädel für die Erhaltung des deutschen Volkstums im „Grenzland“, Transparent „Grenzlandnot ist Volksnot“, Worms, 1933

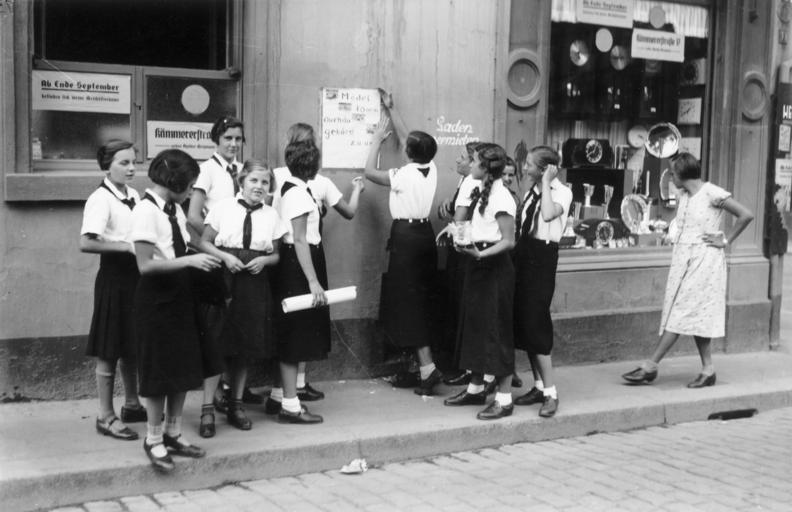
Jungmädel in Worms, 1933

Ähnlich wie bei den Jungen lag ein Schwerpunkt des Aktivitätenangebots im BDM bei Ausflügen, Wanderungen und rucksackbeladenen Märschen in freier Natur, oft gefolgt von Lagerfeuer mit Kochen und gemeinsamem Gesang. Auch Vollmond-Beobachtungen mit anschließender Übernachtung in Heuschobern waren im Sommerhalbjahr gängig. Märchen- und Theateraufführungen, teils mit Puppen und Marionetten, Volkstanz und Flötenmusik sowie verschiedene Sportangebote, häufig als Gruppenspiel, zählten zum Standardprogramm. Anders als für die männlichen Gliederungen der HJ gab es außer dem „Gesundheitsmädeldienst“ und dem für beide Geschlechter vorgesehenen Landdienst keine BDM-Spezialabteilungen. Der Zugang zu den Sonderformationen der Hitler-Jugend, wie Motor-, Reiter- und Flieger-HJ, war den Mädchen versperrt, weil nur Jungen bzw. Männer in sie aufgenommen wurden.
Während es bei den Jungen um die Förderung von Kraft, Ausdauer und Zähigkeit ging (siehe auch „Flink wie Windhunde, zäh wie Leder und hart wie Kruppstahl“), sollten die Mädchen durch gymnastische Schulung vor allem Anmut entwickeln. „An die Stelle athletischen Kraftaufwands trat in der Regel die rhythmische Gymnastik mit ihrer Betonung auf Harmonie und dem Gefühl, im eigenen Körper zu ruhen und Teil des Gruppenkörpers zu sein. So praktizierten die Mädchen eine organische ‚Volksgemeinschaft‘, gleichzeitig war der Fluss der gymnastischen Bewegungen auf die weibliche Anatomie und die künftige Mutterrolle abgestimmt.“ Ausnahmen gab es nur dort, wo die BDM-Mitglieder aufgrund ihrer überragenden sportlichen Leistung für den Spitzensportnachwuchs benötigt wurden, da Propaganda vorging. Die Auswirkungen der Rolle der Frau in der Sportlehrerinnenausbildung wurde weiter tradiert.
Im Winterhalbjahr gehörten Handarbeits- und Bastelabende in den BDM-Heimen zum Regelangebot. In den Erinnerungen einer Zeitzeugin heißt es dazu:

„Die Heimabende, zu denen man sich in einem dunklen und schmutzigen Keller traf, waren von einer fatalen Inhaltslosigkeit. Die Zeit wurde mit dem Einkassieren der Beiträge, mit dem Führen unzähliger Listen und dem Einpauken von Liedertexten totgeschlagen, über deren sprachliche Dürftigkeit ich trotz redlicher Mühe nicht hinwegsehen konnte. Aussprachen über politische Texte – etwa aus ‚Mein Kampf‘ – endeten schnell in allgemeinem Verstummen.
In besserer Erinnerung sind mir die Wochenendfahrten mit den Wanderungen, dem Sport, den Lagerfeuern und dem Übernachten in Jugendherbergen. Gelegentlich gab es Geländespiele mit benachbarten Gruppen. Wenn zwischen ihnen Rivalitäten bestanden, artete das Spiel manchmal in zünftige Prügeleien aus. Was für einen Anblick die sich um einen Wimpel raufenden Mädchen einem Außenstehenden geboten haben mögen, will ich mir lieber nicht ausmalen.“

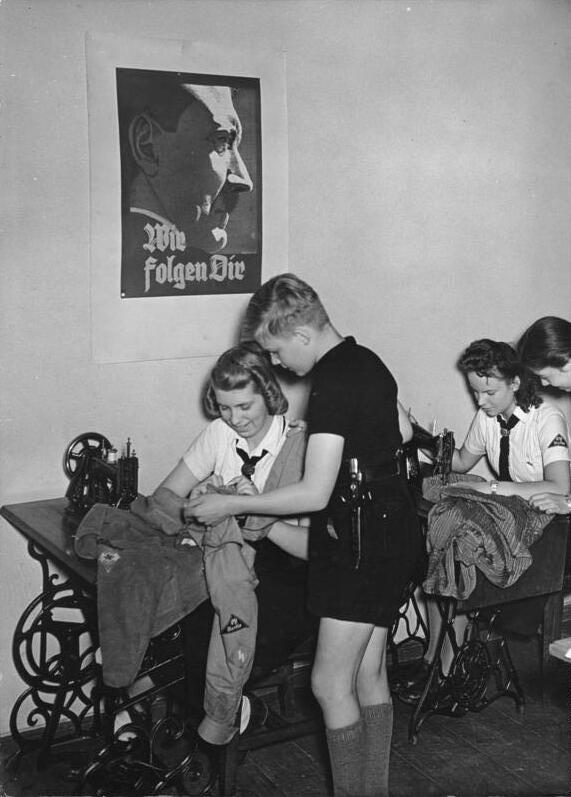
Nähstube des BDM, in der Kleidung des Jungvolks ausgebessert wird, 1942; an der Wand ein Porträt von Adolf Hitler mit der Aufschrift „Wir folgen Dir“

Standardbekleidung im BDM waren dunkelblauer Rock, weiße Bluse und schwarzes Halstuch mit Lederknoten. Die Art der Kniestrümpfe und der Frisur ließen noch individuellen Spielraum. Nicht erlaubt waren hochhackige Schuhe und Seidenstrümpfe; Schmuck war nur in Gestalt von Fingerring und Armbanduhr zugelassen. Zur Bekleidung Jugendlicher lauteten Hitlers frühe Vorgaben:

„Gerade bei der Jugend muß auch die Kleidung in den Dienst der Erziehung gestellt werden. Der Junge, der im Sommer mit langen Röhrenhosen herumläuft, eingehüllt bis an den Hals, verliert schon in seiner Bekleidung ein Antriebsmittel für seine körperliche Ertüchtigung. […] Das Mädchen soll seinen Ritter kennen lernen. Würde nicht die körperliche Schönheit heute völlig in den Hintergrund gedrängt durch unser laffiges Modewesen, wäre die Verführung von Hunderttausenden von Mädchen durch krummbeinige, widerwärtige Judenbankerte gar nicht möglich. Auch dies ist im Interesse der Nation, daß sich die schönsten Körper finden und so mithelfen, dem Volkstum neue Schönheit zu schenken.“

Die von HJ und BDM angebotenen Ferienreisen, die über Zuschüsse auch Kindern aus sozial schwachen Familien Fahrten ins Winter-Skilager oder ins Sommer-Zeltlager ermöglichten, gehörten zu den gern wahrgenommenen Freizeitangeboten. Zur Vorbereitung der Mädchen für den Dienst an Volk und Familie gab es zudem – zunächst auf freiwilliger Basis, von 1938 an verpflichtend – ein Dienstjahr als hauswirtschaftliche oder landwirtschaftliche Hilfe (sogenanntes Landfrauenjahr). Die Mädchen wohnten und arbeiteten dabei in den Haushalten bzw. auf den Bauernhöfen. Die Vorbereitungslager für den Landdienst von Mädchen und Jungen lagen oft dicht nebeneinander, was zur Folge hatte, dass es vor allem im Jahr 1936 gehäuft zu Geschlechtsverkehr kam. Allein bei 900 der BDM-Mitglieder, die in jenem Jahr vom Reichsparteitag in Nürnberg zurückkehrten, wurden anschließend Schwangerschaften festgestellt.
Schlesien, Pommern und Ostpreußen waren die Schwerpunktregionen für den Landdienst, der nach 1936 noch weiter ausgebaut wurde. In Schulungs- und Umschulungszentren wurden nicht mehr nur Grundlagen für die Binnenkolonisation des ländlichen Raums gelegt, sondern es wurde auch eine Basis für die Neukolonisierung des nichtdeutschen Ostens hergestellt, den das „Herrenvolk“ als „Lebensraum“ nach den Kriegsplänen des NS-Regimes erobern sollte.

## Führung und Schulung

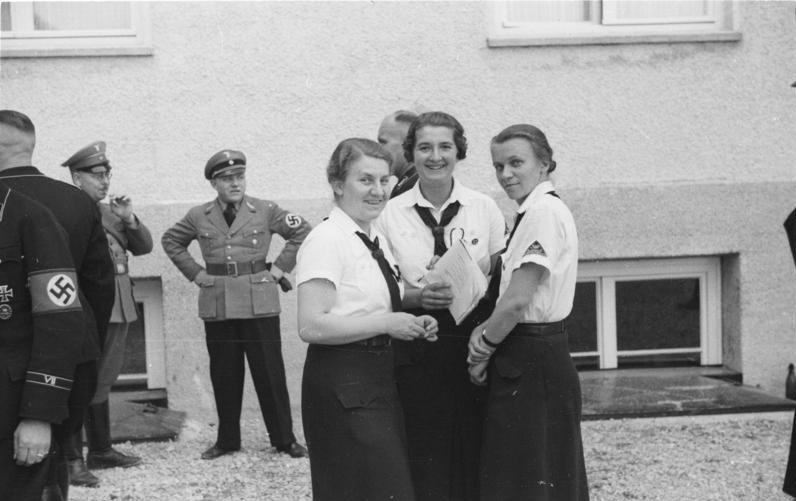
BDM-Führerinnen beim Besuch des Konzentrationslagers Dachau, 1936

Wie in der HJ galt auch im BDM, dass Jugend durch Jugend geführt werden sollte. Eva Sternheim-Peters, Jahrgang 1925, aufgewachsen als Tochter eines Beamten im katholisch geprägten Paderborn und früh beeindruckt von „dem Zauber von Feierstunden und Kundgebungen, Gedichten und Fahnensprüchen“, reflektiert auch diesbezüglich selbst Erlebtes:

„Die zwischen 1918 und 1928 Geborenen traf der Glanz jener Jahre auch dann relativ ungeschützt, wenn vom Elternhaus Wasser in den Wein jugendlicher Begeisterung geschüttet wurde. Ihre individuelle Entwicklung verlief synchron mit symbolträchtigem, romantisch-revolutionärem Aufbruchspathos, das die NS-Propaganda unter geschickter Ausnutzung generationsbedingter Konflikte verbreitete.“

Die Jugend wurde in der Propaganda unentwegt als jene Kraft beschworen, die die „Vollendung der völkischen Revolution“ und die „nationale Wiedergeburt“ zustande bringen werde. In Liedern wurde der „Sturm der Jugend“ besungen und ein rauschhaftes Gefühl von Stärke und Macht vermittelt. Die „Ewiggestrigen“, die „Zweifelnden“ und „Hadernden“ gehörten damit logisch der älteren Generation an. Jugend und Jungsein als Wert an sich erzeugten, so Sternheim-Peters, „ein leises Verachtungsgefälle“ bereits zwischen Jungmädelbund und BDM. Auch bei Jungmädelführerinnen habe das BDM-Werk Glaube und Schönheit unter „Mehr Glaube als Schönheit“ firmiert und die NS-Frauenschaft unter „NS-Krampfgeschwader“.

„Dieser leisen Verachtung älterer weiblicher Jahrgänge lag wohl unbewusst der Wunsch zugrunde, sich dem gewöhnlichen Frauenschicksal möglichst lange zu entziehen, und dazu bot der BDM ausreichend Gelegenheit. In Anlehnung an die Forderungen der Jugendbewegung wurden die dem männlichen Geschlecht seit Jahrhunderten eingeräumten Lehr- und Wanderjahre einer eigenständigen, von der Erwachsenenwelt unabhängigen Jugendzeit in der Hitlerjugend ausdrücklich auch für die Mädchen reklamiert.“

Allerdings bedingte die in der NS-Ideologie fixierte nachgeordnete Stellung des weiblichen Geschlechts, dass BDM-Führerinnen in der Regel nicht eine den HJ-Führern vergleichbar starke Stellung erlangten. Schon auf ihre weltanschauliche Unterweisung wurde minderer Wert gelegt. So stand die 1939 in Braunschweig eröffnete Jugendführungsakademie den Mädchen nur kurzzeitig offen, weil in der Zeit nicht genügend geeignete Jungen für die Kursteilnahme zur Verfügung standen.
Innerhalb der Hitlerjugend waren die Zuständigkeiten der Geschlechter stark getrennt. So waren die BDM-Führerinnen den männlichen HJ-Führern ab der Ebene des „Gaues“ jeweils unterstellt. In den unteren Ebenen waren sie ihnen gleichgestellt. An der Spitze von BDM und JM stand bis zum Dezember 1932 die „Bundesführerin“ Elisabeth Greiff-Walden. Danach blieb der BDM ein Jahr führungslos, bis Baldur von Schirach im März 1934 Trude Mohr als „Reichsreferentin“ bestellte, die der Reichsjugendführung (RJF) unterstellt war. Diesen Posten bekleidete von 1937 bis 1945 Jutta Rüdiger.
Auf die weibliche Führerschaft des BDM wurde teilweise auch in anderen Bereichen, in denen Frauen tätig waren, zurückgegriffen, da weibliches Personal mit Führungserfahrung selten war. So war Ilse Staiger, als Reichsbeauftragte im SS-Helferinnenkorps die oberste Führerin des SS-Helferinnenkorps, hauptamtliche BDM-Führerin und vermutlich selbst formal nie Angehörige der Waffen-SS.
Die Schulung der jungen Frauen fand an den Heimabenden statt. Zu deren Unterstützung gab es die monatlich erscheinende Mädelschaft, gemäß Titelblatt „Blätter für Heimabendgestaltung im Bund Deutscher Mädel“. Den Führerinnen standen zur ideologischen und praktischen Orientierung „Führerinnenblätter“ zur Verfügung, die auf Gauebene herausgegeben wurden. Sie hatten auch an Wochenendschulungen teilzunehmen, die im Winter monatlich stattfanden. Dazu wurde vom Amt für weltanschauliche Schulung der RJF Material zur „Wochenendschulung“ herausgegeben, das bis zur Ringführerin einschließlich verteilt wurde.
Die Sonderausgabe vom September 1937 umreißt das Ziel dieser Wochenendschulungen wie folgt:

„Es muß erreicht werden, daß … die Führerin das unbedingt sichere Gefühl der Geborgenheit innerhalb der Gemeinschaft der anderen Führerinnen bekommt. Wie wichtig das ist, zeigt sich besonders bei Führerinnen, die, dauernden Angriffen ausgesetzt, in kleinsten Standorten arbeiten müssen. Sie müssen allmählich eine klare und unerschütterliche weltanschauliche Haltung bekommen, um ihren Mädeln etwas sein zu können. Sie sollen weiter durch die Wochenendschulung zur selbständigen Arbeit erzogen werden, um aus sich selbst heraus (aus eigener Arbeit und eigener Haltung), unter Hinzuziehung der Mappen der RJF. einen Heimabend gestalten zu können.“

Weitere Sonderausgaben wurden zu den Sommerlagern herausgegeben. Außerdem kursierten Liederbücher wie Wir Mädel singen. Darin wurden neben „normalem“ Volksliedgut auch viele nationalistische, antisemitische und rassistische Lieder abgedruckt. Im Vorwort der zweiten erweiterten Ausgabe von 1938 wird unmissverständlich betont, dass alle Lieder der nationalsozialistischen Weltanschauung dienen sollen:

„Unser Lied kündet von unserer Weltanschauung: das politische Lied an der Fahne ebenso wie die fröhliche Weise oder ein Spruch beim Essen – sie formen unseren Tageslauf, sie sind Ausdruck unseres Wesens.“

Auch die von der „Reichsjugendführung“ produzierte Zeitschrift Das Deutsche Mädel war politisches Mittel zur Beeinflussung: Hier fanden sich nicht nur Artikel und Berichte über „Volkstum“ und „Mutterschaft“; die NS-Jugendorganisationen wurden überdies gezielt attraktiv gezeichnet, um dem NS-Staat auf diese Weise Einfluss auf die Erziehung und Sozialisation der Kinder und Jugendlichen zu verschaffen.

## Mitglieder und Organisationsformen
Die Mitgliedschaft in BDM/JM war ab 1936 für Mädchen des entsprechenden Alters obligatorisch. Junge Frauen von 17 bis 21 Jahren konnten dem 1938 gegründeten Werk „Glaube und Schönheit“ beitreten, das ein altersgemäßes Programm bot und die Zeit bis zum Eintritt in die NS-Frauenschaft überbrücken sollte.
Anfang des Jahres 1939 betrug die Mitgliederzahl des BDM insgesamt 3.425.990. In den „Blutmäßigen Anforderungen“ wurde im März 1939 der Ariernachweis zur Voraussetzung für die Zugehörigkeit zum BDM/JM gemacht. Für Jüdinnen und Juden – sie waren von den Anfängen der NS-Machtübernahme an diskriminiert und ausgegrenzt, durch die Nürnberger Gesetze von 1935 staatsbürgerlich entrechtet und schon vor den Novemberpogromen 1938 zunehmend verfolgt – bedeutete dies den endgültigen Ausschluss aus BDM bzw. HJ.
Nicht nur die Mitwirkung in NSP und Staat, auch das Berufsleben war von der HJ- beziehungsweise BDM-Zugehörigkeit mitbestimmt. So schrieb 1933 der Landeshandwerksmeister von Hessen an seine Kollegen: „Die Jungen und Mädel, die die weltanschauliche Schulung der HJ in sich aufnehmen, haben einzig und allein die Anwartschaft darauf, in die Lehre des Handwerks aufgenommen zu werden. Von Euch erwarte ich, daß Ihr nur solche Lehrlinge und Lehrmädchen aufnehmt, die den Organisationen der Jugend des Führers angehören …“
Wie die männliche Hitler-Jugend waren auch BDM und Jungmädelbund sowohl nach Alter als auch horizontal (nach Regionen) und vertikal (nach Verbandsgrößen) untergliedert:
| Hitlerjugend (HJ)          | Hitlerjugend (HJ)          | Hitlerjugend (HJ)        | Hitlerjugend (HJ)          |
| … männlich                 | … männlich                 | … weiblich               | … weiblich                 |
| Deutsches Jungvolk (DJ)    | Hitlerjugend               | Jungmädelbund (JM)       | Bund Deutscher Mädel (BDM) |
| -------------------------- | -------------------------- | ------------------------ | -------------------------- |
| Gebiet                     | Gebiet                     | Obergau (ab 1942 Gebiet) | Obergau (ab 1942 Gebiet)   |
| Bann                       | Bann                       | Untergau (ab 1942 Bann)  | Untergau (ab 1942 Bann)    |
| Jungstamm (bis 1938 Stamm) | Stamm (bis 1938 Unterbann) | Jungmädelring            | Mädelring                  |
| Fähnlein                   | Gefolgschaft               | Jungmädelgruppe          | Mädelgruppe                |
| Jungzug                    | Schar                      | Jungmädelschar           | Mädelschar                 |
| Jungenschaft               | Kameradschaft              | Jungmädelschaft          | Mädelschaft                |

Eine „Mädelschaft“ umfasste etwa 10 bis 15 Mädchen, eine „Mädelschar“ drei Mädelschaften, eine „Mädelgruppe“ wiederum drei Mädelscharen, ein „Mädelring“ vier Mädelgruppen (etwa 360 bis 540 Mädchen). Der „Untergau“ kam auf fünf Mädelringe, der „Obergau“ auf etwa 25 Untergaue und der „Gauverband“ etwa auf fünf Obergaue (insgesamt etwa 225.000 bis 337.500 Mädchen). Die Obergaue waren geographisch mit den „Gebieten“ der männlichen HJ identisch. 1930 existierten 20 Obergaue bzw. Gebiete, bis 1934 wuchs die Zahl auf 26. Ende 1938 – nach den Annexionen Österreichs und des Sudetenlandes – gab es bereits 36, nach dem Überfall auf Polen schließlich 42 Obergaue bzw. Gebiete. Vom Obergau ab waren für BDM und JM gemeinsame Dienststellen eingerichtet.

## Kriegszeit und Auflösung
Seit Beginn des Zweiten Weltkriegs im September 1939 wurden BDM-Mitglieder als Lazarett-, Luftschutz- und Landhelferinnen und auf vielfältige andere Weise außerhalb des Waffendienstes in den Kriegseinsatz einbezogen.
Nach dem Ende der Eroberung Polens erhielten BDM-Mitglieder in dem annektierten westpolnischen Reichsgau Wartheland neue Aufgaben. Innerhalb des Pflichtjahres oder bei freiwilligen Einsätzen hatten sie den nach der Vertreibung von etwa einer Million Polen dort neu angesiedelten etwa 350.000 „volksdeutschen“ Bauern aus anderen Regionen Polens bei der Haushaltsführung, im Umgang mit der deutschen Sprache sowie bei der Kindererziehung zu helfen: „Zur Unterstützung bei der nationalsozialistischen Resozialisation wurden nach und nach 19.000 BDM-Mitglieder und deren junge Führerinnen aus dem Reich ins ‚Wartheland‘ geholt und in 160 Sonderlagern konzentriert. Ihr Einsatz dauerte vier bis sechs Wochen und erfolgte in Gruppen von bis zu 15 Mädchen. Jede Gruppe betreute vier oder fünf Dörfer und arbeitete dabei oftmals mit der SS zusammen, die kurz zuvor die polnischen Einwohner vertrieben hatte.“ Die Begegnung mit den Polendeutschen verlief häufig ernüchternd für die jungen Mädchen, die mit verbreitetem Analphabetismus, mangelnder Hygiene und Alkoholabhängigkeit konfrontiert wurden.
Weitere Einsatzbereiche der BDM-Angehörigen im Verlauf des Krieges waren Erste-Hilfe-Maßnahmen für Verwundete in Krankenhäusern und Lazaretten, die Betreuung ankommender Flüchtlinge auf Bahnhöfen und die Unterstützung von im Bombenkrieg obdachlos Gewordenen. Etwa 3000 Mädchen ließen sich vom BDM direkt zum SS-Gefolge abwerben und wurden zum Teil KZ-Aufseherinnen.
Wenn BDM-Mädchen bei ihren Einsätzen, räumlich getrennt von ihren Familien, mit Männern, wie z. B. Soldaten der Wehrmacht, zusammen lebten und arbeiteten, ergaben sich zahlreiche Gelegenheiten zu sexuellen Kontakten. Die kriegsbedingte Lockerung der Sexualmoral brachte den BDM zunehmend in schlechten Ruf: „Der Volksmund interpretierte die Abkürzung BDM schließlich als ‚Bund Deutscher Matratzen‘ oder ‚Bubi Drück Mich‘.“
Als Untergliederung der Hitler-Jugend wurde die Organisation Bund Deutscher Mädel nach Kriegsende 1945 durch das Kontrollratsgesetz Nr. 2 verboten und aufgelöst, ihr Vermögen beschlagnahmt.